# Allium guttatum
Espèce
Classification APG III (2009)
L'Ail tacheté, ou Ail taché (Allium guttatum), est une espèce de plantes à fleurs monocotylédone de la famille des Amaryllidacées.
Cet ail sauvage est originaire du Maroc, d'Algérie, de Tunisie, de Libye, du Portugal, d'Espagne, de France, d'Italie, de Sardaigne, de Sicile, de la péninsule balkanique, des îles de la mer Égée, de Turquie, de Chypre, de Roumanie et d'Ukraine (y compris de la Crimée).
Décrit en 1809, en 1819, il était cultivé dans les jardins britanniques comme plante ornementale.

## Sous-espèces
Les sous-espèces suivantes sont actuellement acceptées :
- Allium guttatum subsp. dalmaticum (A.Kern. ex Janch.) Stearn ;
- Allium guttatum subsp. guttatum ;
- Allium guttatum subsp. kartalkayaense Yild. ;
- Allium guttatum subsp. sardoum (Moris) Stearn ;
- Allium guttatum subsp. tenorei (Parl.) Soldano.